# Hans Visser
Pour les articles homonymes, voir Visser.
Hans Visser est un footballeur néerlandais devenu entraîneur, né le 17 décembre 1966 à Alkmaar (Pays-Bas).  
Après s'être occupé des espoirs du KRC Genk, il est devenu l'adjoint de Ronny Van Geneugden, qu'il remplace en duo avec Pierre Denier, le 6 mars 2009 jusqu'à la fin de la saison.